# Latisana
Latisana é uma comuna italiana da região do Friuli-Venezia Giulia, província de Udine, com cerca de 11.936 habitantes. Estende-se por uma área de 42 km², tendo uma densidade populacional de 284 hab/km². Faz fronteira com Lignano Sabbiadoro, Marano Lagunare, Palazzolo dello Stella, Precenicco, Ronchis, San Michele al Tagliamento (VE).

## Demografia
| Variação demográfica do município entre 1861 e 2011                               |
|                                                                                   |
| Fonte: Istituto Nazionale di Statistica (ISTAT) - Elaboração gráfica da Wikipedia |